# Legio VI Hispana
Legio sexta Hispana ou Legio VI Hispana ("Sexta legião hispana") foi uma suposta legião do exército imperial romano. Apenas uns poucos registros atestam a existência da Sexta Hispana. Seyrig (1923) defende que esta unidade teria sido criada em 68 d.C. e debandada antes de 197. Outra teoria é que a VI Hispana teria sido criada depois de 197 e foi destruída no caos da crise do terceiro século.
A falta de registros e a ambiguidade dos que existem levaram alguns estudiosos a duvidarem de que ela sequer tenha existido e que as inscrições existentes seriam referências errôneas à VII Gemina ou a IX Hispana.

## Listas de legiões
Aparentemente não há registro de uma "VI Hispana" na época de Sétimo Severo (r. 193–211). Duas listas de legiões da época sobreviveram, uma delas numa coluna em Roma (CIL VI, 3492) e a outra, providenciada pelo historiador greco-romano Dião Cássio, lista as legiões que existiam "hoje" (c. 210-32). Ambas são posteriores a 197, pois incluem a III Parthica, criada por Severo naquele ano. Ambas são idênticas e listam 33 legiões, o que permite concluir que se jamais houve uma VI Hispana, ela deve ter existido antes ou depois da época de Severo.

## Teorias

### Confusão com outra legião
Theodor Mommsen, o classicista alemão do século XIX, argumenta que a "IIIIII Hispana" da inscrição de Cassiano foi um erro numa referência à IX Hispana. Esta legião já foi escrita outras vezes como "VIIII Hispana" e teoriza que o pedreiro responsável pela inscrição teria gravado "II" ao invés de "V". Porém, esta seria a única evidência (até 2015) da existência da IX Hispana depois de 120. Sauveur argumentou (em 1918) que as marcas nos tijolos seriam uma confusão com a VII Gemina, que, de 70 até o século IV, foi a única legião permanentemente baseada na Hispânia. Ele também atribuiu a inscrição de Brescia à VI Victrix, que esteve na Hispânia por cerca de um século (entre 29 a.C. e 70 d.C.) e pode ter adquirido o epíteto de "Hispana" nesta época, apesar de não haver nenhuma evidência de que ela jamais tenha sido chamada assim.

### VIHispanaantes de 197
De acordo com Seyrig (1923), as evidências são suficientes para provar que a VI Hispana existiu. Ele argumenta que ela teria sido arregimentada no atual norte da Espanha pelo general Galba em 68 d.C. para participar de seu golpe de estado contra o imperador Nero. Seyrig cita Suetônio, que disse que Galba "arregimentou do povo de sua província  (Hispânia Tarraconense) legiões e regimentos auxiliares adicionais às suas forças já existentes de uma legião [VI Victrix e 5 regimentos auxiliares]". Mas Dião Cássio relatou que Galba criou apenas a VII Gemina e a I Adiutrix. Seyrig sugere que a VI Hispana (ou algum destacamento dela) teria sido despachada para a Dácia entre 70 e 150. Finalmente, argumenta Seyrig, a VI Hispana teria desaparecido em algum momento no século II, antes de 197.
Porém, esta teoria se baseia numa datação das inscrições que já não é mais aceita atualmente (2015). Segundo Seyrig, a inscrição de Dinipo seria de cerca de 150, muito posterior à data de 54-68 citada no "Epigraphik Datenbank". Além disso, ele considera a inscrição de Cassiano como sendo anterior a 197, o que é improvável, pois os primeiros nomes de Cassiano, Lúcio Septímio, mostram que ele (ou seus antepassados) teria adquirido a cidadania romana na época do imperador Sétimo Severo (ou um de seus sucessores), ou seja, no mínimo em 193. Além disso, a inscrição de Cassiano tem sido datada atualmente no reinado de Filipe, o Árabe (r. 244–249) com base em estilo e conteúdo. A última objeção principal à tese de Seyrig é que não foram descobertas mais nenhuma referência à "VI Hispana" depois de 1923, apesar de quase um século de intensa pesquisa arqueológica sobre o exército romano por toda a Europa e da descoberta de dezenas de milhares de novas inscrições, o que parece implausível par uma legião ativa nos séculos I e II.

### VIHispanaposterior a 197
A datação da inscrição de Cassiano ao reinado de Filipe, o Árabe, no meio do século III, deu origem a uma teoria de que a VI Hispana teria sido criada pela dinastia severiana (193–235) ou depois e terminou aniquilada durante a crise do terceiro século, possivelmente na Batalha de Abrito (251), onde um exército romano inteiro foi destruído. O epíteto "Hispana" provavelmente indicava que os recrutas originais da legião eram da Hispânia.
A principal dificuldade com esta teoria é que Dião Cássio não inclui uma "VI Hispana" em sua lista de legiões existentes na época que escreveu sua "História Romana" (210-35). Se ela foi criada depois que Dião completou sua obra (ou depois de sua morte), a omissão pode ser explicada e, neste caso, a legião teria sido criada durante os reinados de Alexandre Severo (r. 222–235), Maximino I (r. 235–238) ou pelo próprio Filipe.
A falta de mais evidência não é necessariamente fatal para a plausibilidade desta teoria, pois o século III testemunhou uma grande diminuição no número de inscrições em relação aos dois séculos anteriores. Além disso, se a legião foi criada entre 230 e 244 e destruída em 251, sua existência de pouco mais de uma década certamente explicaria a falta de mais evidências.

## Conclusão
A existência de uma "Legio VI Hispana" permanece duvidosa (2015). A tese de Seyrig parece insustentável por conta das evidências, mas uma legião formada por um curto período no século III permanece possível, embora sua existência dependa de uma única inscrição (e sua datação).